# Sandby Kirke (Næstved Kommune)
 For alternative betydninger, se Sandby Kirke. (Se også artikler, som begynder med Sandby Kirke)
Sandby kirke er en romansk kirke fra omkring 1200, bygget i munkesten og kampesten. Kirken ligger i Sandby by ca. 12 kilometer nord for Næstved og har en rødmalet facade. Kirken har bevaret sin oprindelige udstrækning med kor og skib samt et våbenhus mod syd og et tårn mod vest fra senere perioder. Kirken har nogle kalkmalerier fra 1400-tallet og en altertavle fra 1600-tallet.
55°22′44″N 11°44′21″Ø / 55.37894°N 11.73906°Ø